# Diabetis neonatal
La diabetis mellitus neonatal (DMN) és una malaltia que afecta un nadó i la capacitat del seu cos per produir o utilitzar insulina. La DMN és un tipus de diabetis que és monogènica (regulada per un sol gen) i sorgeix en els primers 6 mesos de vida. Els nadons no produeixen prou insulina, el que provoca un augment de l'acumulació de glucosa. És una malaltia rara, que només apareix en un de cada 100.000 a 500.000 nascuts vius. La NDM es pot confondre amb la diabetis tipus 1, molt més comuna, però la diabetis tipus 1 sol aparèixer més tard dels primers 6 mesos de vida. Hi ha dos tipus de DMN: la diabetis mellitus neonatal permanent (DMNP), una condició de tota la vida, i la diabetis mellitus neonatal transitòria (DMNT), una forma de diabetis que desapareix durant l'etapa infantil, però que pot reaparèixer més tard a la vida.
S'han identificat gens específics que poden causar DMN. L'aparició de DMN pot ser causada per un desenvolupament anormal del pàncrees, una disfunció de la cèl·lula beta o una disfunció accelerada de la cèl·lula beta. Juntament amb la diabetis de l'adult d'inici juvenil (MODY), la DMN és una forma de diabetis monogènica. Les persones amb diabetis monogènica poden transmetre-la als seus fills o a les generacions futures. Cada gen associat amb DMN té un patró d'herència diferent.